# Український фронт (1939)
Український фронт (1939) — оперативно-стратегічне об'єднання радянських військ, що існувало на час вторгнення Червоної армії до Польщі з 11 вересня по 14 листопада 1939 року.

## Історія
11 вересня 1939 року у ході підготовки Червоної армії до військового походу в Західну Україну з управління Київського Особливого військового округу (далі — КОВО) були виділено Польове управління округу для керівництва військами Українського фронту на чолі з командувачем військами фронту командармом 1-го рангу Тимошенко С. К.
14 вересня Військова рада отримала директиву Народного комісара оборони СРСР маршала Радянського Союзу Ворошилова К. Є. і начальника Генерального штабу РСЧА командарма 1-го рангу Шапошникова Б. М. № 16634 про початок наступу проти Польщі та завданням до 16 вересня таємно висунути війська на радянсько-польський кордон і бути готовими до наступу.
З 16 вересня до складу Українського фронту увійшли Шепетівська, Волочиська та Кам'янець-Подільська армійські групи, щойно створені з військ Житомирської, Вінницької й Кавалерійської армійських груп Київського Особливого військового округу, а також Одеська армійська група. 17 вересня війська фронту були включені до складу Дієвої армії.
Зранку 17 вересня 1939 року війська Українського фронту без оголошення війни вдерлися на територію незалежної держави Польщі та протягом наступних декількох днів окупували територію Західної України.
Протягом військового походу склад фронту змінювався. Так, 18 вересня Шепетівська армійська група була перейменована на Північну армійську групу. 20 вересня Кам'янець-Подільська армійська група перейменована на Південну армійську групу, а 24 вересня Волочиська армійська група — на Східну армійську групу й Південна армійська група — на 12-у армію.
14 листопада народний комісар оборони СРСР видав наказ № 00177 «Про перейменування польових управлінь Білоруського та Українського фронтів на управління Білоруського особливого військового округу та Київського особливого військового округу».

## Командувачі
- Командарм першого рангу Тимошенко С. К. (11 вересня — 14 листопада 1939).

## Склад

### Формування, що входили до складу Українського фронту[1]
| 16 вересня 1939          | 18 вересня 1939          | 20 вересня 1939 | 24 вересня 1939 | 28 вересня 1939 | 2 жовтня 1939     | 11 жовтня 1939 |
| ------------------------ | ------------------------ | --------------- | --------------- | --------------- | ----------------- | -------------- |
| Шепетівська АГр          | Північна АГр             | Північна АГр    | Північна АГр    | 5-а армія       | 5-а армія         | 5-а армія      |
| Волочиська АГр           | Волочиська АГр           | Волочиська АГр  | Східна АГр      | 6-а армія       | 6-а армія         | 6-а армія      |
| Кам'янець-Подільська АГр | Кам'янець-Подільська АГр | Південна АГр    | 12-а армія      | 12-а армія      | 12-а армія        | 12-а армія     |
| Одеська АГр              | Одеська АГр              | Одеська АГр     | Одеська АГр     | Одеська АГр     | 13-а армія        | —              |
| —                        | —                        | —               | —               | —               | Кавалерійська АГр | —              |